# Julius Gregory (cầu thủ bóng đá)
Julius Gregory (4 tháng 7 năm 1881 – 20 tháng 7 năm 1916) là một cầu thủ bóng đá người Anh thi đấu ở vị trí hậu vệ thi đấu ở Football League cho Bury và Manchester City.

## Đời sống cá nhân
Gregory học tại trường Manchester Grammar School. Ông là binh nhì trong Royal Fusiliers vào Thế chiến thứ nhất và mất tại High Wood thuộc Mặt trận phía Tây vào ngày 20 tháng 7 năm 1916. Ông được ghi danh tại Đài tưởng niệm Thiepval.

## Thống kê sự nghiệp
| Câu lạc bộ      | Mùa giải       | Giải vô địch   | Giải vô địch | Giải vô địch | Cúp FA | Cúp FA | Tổng | Tổng |
| Câu lạc bộ      | Mùa giải       | Hạng đấu       | Trận         | Bàn          | Trận   | Bàn    | Trận | Bàn  |
| --------------- | -------------- | -------------- | ------------ | ------------ | ------ | ------ | ---- | ---- |
| Manchester City | 1905–06        | First Division | 3            | 0            | 0      | 0      | 3    | 0    |
| Tổng sự nghiệp  | Tổng sự nghiệp | Tổng sự nghiệp | 3            | 0            | 0      | 0      | 3    | 0    |